# 原谷村 (埼玉県)
原谷村（はらやむら）は、埼玉県の西部、秩父郡に属していた村。

## 地理
- 河川：荒川、横瀬川
- 神社：村社・聖神社（ひじりじんじゃ）、村社・愛宕神社（あたごじんじゃ）

## 歴史
- 1889年（明治22年）4月1日 - 町村制施行により、大野原村、黒谷村が合併し秩父郡原谷村が成立する。
- 1954年（昭和29年）5月3日 - 尾田蒔村とともに秩父市へ編入され消滅。

## 関連文献
- 「黒谷村」『新編武蔵風土記稿』 巻ノ251秩父郡ノ7、内務省地理局、1884年6月。NDLJP:764013/80。
- 「大野原村」『新編武蔵風土記稿』 巻ノ251秩父郡ノ7、内務省地理局、1884年6月。NDLJP:764013/82。